# Talas (vùng)
Vùng Talas (tiếng Kyrgyzstan: Талас областы) là một vùng (oblast) của Kyrgyzstan. Thủ phủ vùng đóng ở thành phố cùng tên Talas. Vùng này giáp các vùng: phía tây và bắc giáp tỉnh Jambyl của Kazakhstan, Chuy ở phía đông, phía nam giáp vùng Jalal-Abad và phía tây bắc giáp tỉnh Toshkent của Uzbekistan. Ranh giới phía nam xác định bởi Kirgiz Alatau. Vùng được lập ngày 21 tháng 11 năm 1939. Vùng Jalal-Abad có 8 huyện, gồm 5 thị trấn, 8 khu định cư kiểu đô thị, 415 làng.

## Các huyện
Vùng này được phần thành 4 huyện.:
| Huyện      | Huyện lỵ   |
| ---------- | ---------- |
| Bakay-Ata  | Bakay-Ata  |
| Kara-Buura | Kyzyl-Adyr |
| Manas      | Pokrovka   |
| Talas      | Manas      |